# Ирландия на летних Олимпийских играх 2004
Ирландия на летних Олимпийских играх 2004 была представлена 106 спортсменами. Единственная золотая медаль, заработанная Кианом О’Коннором на соревнованиях по конкуру, была отозвана после результатов допинг-пробы лошади спортсмена, мерина по кличке «Кристалл Уотфорда». Позднее спортсмен требовал перепроверки, но взятая проба B была украдена.